# Batu Langkah Besar
Batu Langkah Besar is een bestuurslaag in het regentschap Rokan Hulu van de provincie Riau, Indonesië. Batu Langkah Besar telt 2106 inwoners (volkstelling 2010).